# Brachygalba goeringi
Brachygalba goeringi, conhecida como agulha-de-cabeça-branca  ou bico-d'agulha-pálido é uma espécie de ave galbuliforme. Pode ser encontrada na Colômbia e Venezuela. Os seus habitats naturais são: florestas de terras baixas úmidas tropicais ou subtropicais.